# Detroit Pistons 2001-2002
La stagione 2001-02 dei Detroit Pistons fu la 53ª nella NBA per la franchigia.
I Detroit Pistons vinsero la Central Division della Eastern Conference con un record di 50-32. Nei play-off vinsero il primo turno con i Toronto Raptors (3-2), perdendo poi la semifinale di conference con i Boston Celtics (4-1).

## Roster
| N° | Naz.                            | Ruolo | Sportivo           | Anno | Alt. | Peso |
| -- | ------------------------------- | ----- | ------------------ | ---- | ---- | ---- |
| 1  | Stati Uniti (bandiera)          | G     | Dana Barros        | 1967 | 180  | 74   |
| 3  | Stati Uniti (bandiera)          | AC    | Ben Wallace        | 1974 | 206  | 109  |
| 5  | Stati Uniti (bandiera)          | A     | Rodney White       | 1980 | 206  | 108  |
| 7  | Stati Uniti (bandiera)          | G     | Chucky Atkins      | 1974 | 180  | 73   |
| 9  | Stati Uniti (bandiera)          | C     | Victor Alexander   | 1969 | 206  | 120  |
| 12 | Stati Uniti (bandiera)          | GA    | Michael Curry      | 1968 | 196  | 95   |
| 14 | Stati Uniti (bandiera)          | G     | Damon Jones        | 1976 | 191  | 84   |
| 20 | Stati Uniti (bandiera)          | G     | Jon Barry          | 1969 | 193  | 88   |
| 30 | Stati Uniti (bandiera)          | AC    | Clifford Robinson  | 1966 | 208  | 102  |
| 31 | Stati Uniti (bandiera)          | C     | Mikki Moore        | 1975 | 211  | 102  |
| 34 | Stati Uniti (bandiera)          | A     | Corliss Williamson | 1973 | 201  | 111  |
| 35 | Stati Uniti (bandiera)          | A     | Brian Cardinal     | 1977 | 203  | 111  |
| 39 | Jugoslavia (bandiera)           | C     | Željko Rebrača     | 1972 | 213  | 117  |
| 42 | Stati Uniti (bandiera)          | GA    | Jerry Stackhouse   | 1974 | 198  | 99   |
| 44 | Bosnia ed Erzegovina (bandiera) | C     | Ratko Varda        | 1979 | 216  | 118  |

## Staff tecnico
- Allenatore: Rick Carlisle
- Vice-allenatori: Kevin O'Neill, Tony Brown, Bob Ociepka, Mike Abdenour